# Флаг Чебаркуля
Флаг муниципального образования Чебарку́льский городской округ Челябинской области Российской Федерации — опознавательно-правовой знак, служащий официальным символом муниципального образования.
Флаг утверждён 1 октября 2002 года (как флаг муниципального образования «город Чебаркуль», после муниципальной реформы 2006 года — Чебаркульский городской округ) и внесён в Государственный геральдический регистр Российской Федерации с присвоением регистрационного номера 1091.

## Описание
«Флаг муниципального образования „город Чебаркуль“ представляет собой прямоугольное полотнище с соотношение ширины к длине 2:3, чешуйчато разделённое по горизонтали на белую и синюю полосы, воспроизводящее в центре фигуры из герба города: жёлтую с четырьмя бастионами (два и два), показанную сверху, крепость, заполненную зеленью, внутри которой пять жёлтых тройных листьев земляники (один, два и два), соединённых в кольцо, раздвоенными стеблями наружу».

## Обоснование символики
Флаг по своему содержанию един и гармоничен: все фигуры флага символизируют город Чебаркуль как центр «Челябинской страны здоровья» — курортной зоны области.
Чебаркуль основан в 1736 году как крепость на границе русских и башкирских земель, которая в XVIII веке была включена в систему защиты юго-восточных рубежей России и являлась транзитным пунктом при доставке продовольствия казачьим войскам Южного Урала; позднее крепость стала крупной казачьей станицей — об этом говорит крепость с четырьмя бастионами — символ предусмотрительности, защиты от любых нападений.
Листья — символ плодородия, роста, обновления. Тройные листья земляники, как и сама цифра три, олицетворяющая трёхчастную природу мира — небо, землю, воду, аллегорически передают разнообразный растительный мир.
Листья, сложенные кольцом (в круг), символизируют единство, гармонию, цельность, вечность и аллегорически показывают непрерывное движение жизни.
Жёлтый цвет (золото) в геральдике символизирует богатство, справедливость, уважение, великодушие, возвышенность мыслей, благородство, достоинство.
Белая часть полотнища аллегорически передаёт воздушную среду, благоприятную для климатотерапии различных заболеваний дыхательных путей.
Белый цвет (серебро) в геральдике — символ веры, чистоты, искренности, чистосердечности, благородства, откровенности.
Синяя часть флага указывает на озеро Чебаркуль (в переводе с тюркского «чебар» — пестрый, «куль — озеро»), на берегу которого и был основан современный город, а также аллегорически символизирует радоновые источники, используемые для восстановления здоровья.
Синий цвет символизирует величие, красоту, преданность, истину, честь, добродетель.
Зелёный цвет дополняет символику природы, и указывает на географическое расположение города Чебаркуля — на восточном склоне Ильменских гор.
Зелёный цвет — цвет природы, здоровья, символизирует изобилие, жизнь, возрождение, надежду, процветание.
Белый, синий и зелёный цвета аллегорически сочетают в себе благоприятные природные и климатические условия для отдыха и лечения людей.